# Ехер
Ехер (перс. يهر‎) — село на севере Ирана, в остане Тегеран. Входит в состав шахрестана Демавенд. Является частью дехестана (сельского округа) Эбершиве бахша Меркези.

## География
Село находится в восточной части остана, в долине реки Деличай, к северу от автодороги 79, на расстоянии приблизительно 31 километра (по прямой) к востоку от города Демавенд, административного центра шахрестана. Абсолютная высота — 2334 метра над уровнем моря.

## Население
По данным переписи 2006 года население села составляло 64 человека (28 мужчин и 36 женщин). В Ехере насчитывалось 27 домохозяйств. Уровень грамотности населения составлял 20,3 %. Уровень грамотности среди мужчин составлял 14,3 %, среди женщин — 25 %.
В 2016 году в селе имелось 63 домохозяйства и проживал 181 человек (92 мужчины и 89 женщин).
Среди жителей распространён диалект демавенди мазандеранского языка.